# Bobgunnia fistuloides
Espèce
Statut de conservation UICN

 LC ver 3.1 : Préoccupation mineure
Synonymes
- Swartzia fistuloides Harms[1] [3]

Bobgunnia fistuloides (synonyme : Swartzia fistuloides) est une espèce de plantes à fleurs dicotylédones de la famille des Fabaceae (Leguminosae), sous-famille des Faboideae. C'est un arbre de taille moyenne, pouvant atteindre 25 mètres de haut, originaire d'Afrique. L'espèce est exploitée pour son bois utilisé comme bois d'œuvre et commercialisé sous le nom de pau rosa, pao rosa ou boto.  